# Lilla Snårlidtjärnen
Lilla Snårlidtjärnen är en sjö i Älvsbyns kommun i Norrbotten och ingår i Piteälvens huvudavrinningsområde.